# Kristen Anderson-Lopez

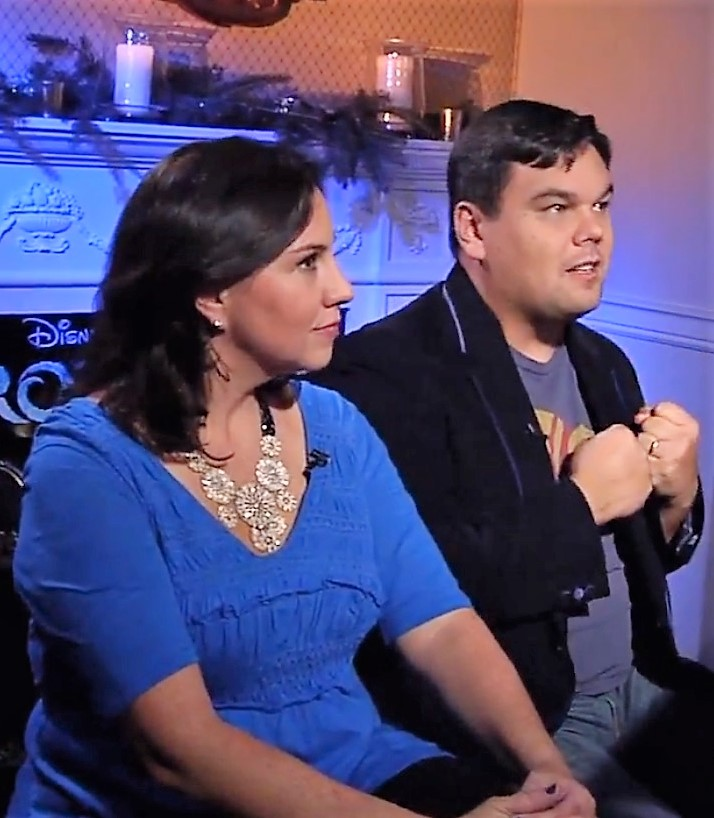
Kristen Anderson-Lopez und ihr Ehemann Robert Lopez

Kristen Anderson-Lopez (* 21. März 1972 in New York City als Kristen Anderson) ist eine US-amerikanische Schauspielerin, Drehbuchautorin und Musikproduzentin. Bekannt wurde sie durch den Filmsong Let it Go aus dem Film Die Eiskönigin – Völlig unverfroren, der ihr auch den Oscar verschaffte.

## Leben
Anderson-Lopez wuchs bis 1986 in Croton-on-Hudson, New York (einer Vorstadt von New York City) auf. Von 1986 bis 1990 wohnte sie mit ihrer Familie in der Myers Park Neighborhood, anschließend in Waxhaw, North Carolina (einer Vorstadt of Charlotte), wo sie zur Schule ging. Laut ihrem Vater begeisterte sich Anderson-Lopez schon als 4-jährige für die Theaterwelt, nachdem dieser sie zu einem Konzert anlässlich des U.S. Bicentennial in ihrer damaligen Heimatstadt Croton-on-Hudson mitgenommen hatte. Als die Familie in den Norden Kaliforniens zog, besuchte sie die Charlotte Country Day School, wo sie ihren Schulabschluss absolvierte. Anschließend ging sie auf das Williams College im Westen Massachusetts. Dort schloss Anderson-Lopez 1994 das Studium in den Fächern Drama und Psychologie ab. Nach einem Praktikum in einem Theater in Florida arbeitete Anderson-Lopez mehrere Jahre in unterschiedlichsten Nebenjobs während sie weiterhin ihr Ziel als Schauspielerin am Broadway Theater in New York City verfolgte. 1999 wurde sie Mitglied im BMI Lehman Engel Musical Theatre Workshop und fand dort ihre Berufung als Textschreiberin. Dort traf sie auch ihren zukünftigen Ehemann Robert Lopez, den sie im Oktober 2003 heiratete.
Anderson-Lopez’ erste Zusammenarbeit mit ihrem Ehemann beinhaltete das Schreiben verschiedener Songs für Fernsehsendungen für Kinder, darunter Wonder Pets! für Nick Jr. und Der Bär im großen blauen Haus für den Disney Channel.
Kristen Anderson-Lopez und Robert Lopez arbeiten seitdem als Team für Kompositionen, Songwriting und Texte. Sie gewannen den EGOT-Preis sowie drei Tony Awards für Avenue Q und The Book of Mormon. Des Weiteren schrieb Anderson-Lopez Songs für den Disney-Film Die Eiskönigin – Völlig unverfroren. Für den Song Let It Go erhielten sie und ihr Mann 2014 einen Oscar. Für das Lied Remember Me aus dem Film Coco – Lebendiger als das Leben! erhielt das Ehepaar bei der Oscarverleihung 2018 den zweiten Oscar. Bei der Oscarverleihung 2020 war das Ehepaar für Into the Unknown erneut nominiert, der Oscar ging aber an Elton John.
Mit Robert Lopez hat sie zwei Töchter, Katie and Annie. Beide singen im Film Die Eiskönigin – Völlig unverfroren mit.
Kristen Anderson-Lopez’ Schwester, Kate Anderson, ist ebenso Songwriterin und schrieb u. a. Stücke für Die Eiskönigin – Olaf taut auf.
2011 schrieb das Paar die Musik für den Film Winnie Puuh. In diesem Film sprach Anderson-Lopez auch die Figur Kanga. Außerdem schrieb sie Songs für die Walt-Disney-World-Produktion Findet Nemo – Das Musical.
2013 arbeitete sie mit ihrem Mann und Alex Timbers am romantischen Musical Up Here.

## Filmografie
- 2009: 3rd and Bird
- 2011: Winnie Puuh (Winnie the Pooh)
- 2013: Die Eiskönigin – Völlig unverfroren (Frozen)
- 2017: Coco – Lebendiger als das Leben! (Coco)
- 2019: Die Eiskönigin II (Frozen II)
- 2021: WandaVision (Fernsehserie)
- 2024: Agatha All Along (Fernsehserie)